# CB Estudiantes
CB Estudiantes Madrid is een basketbalteam uit Madrid, Spanje. Het herenteam speelt sinds 2008 in de professionele league van de ACB, het eerste damesteam in de Liga Femenina de Baloncesto de España. De hoofdsponsor is Movistar. Een groep studenten van een Madrileense school stichtte de club in 1948.
Estudiantes is een van de twee clubs in Spanje waarbij zowel de mannen als de vrouwen sinds 2008 op het hoogste niveau spelen.

## Bekerwinsten

### Internationaal
- Korać Cup, runner-up, 1999

### Nationaal
- Spaanse landstitel: runner-up: 2003/04
- Spaanse beker: 1962/63, 1991/92, 1999/2000
- ACB-beker: runner-up: 1962/63, 1967/68, 1980/81, 2003/04

### Regional competitions
- Torneo CAM (9): 1989, 1991, 1993, 1994, 1997, 2000, 2002, 2003, 2004
- Campeonato de Castilla (1): 1955
- Torneo Regional (Trofeo Marca) (1): 1965

## Sponsor namen
- 1971-1977 Estudiantes Monteverde
- 1978-1981 Estudiantes Mudespa
- 1981-1987 Estudiantes Caja Postal
- 1987-1988 Estudiantes Todagrés
- 1988-1989 Estudiantes Bosé
- 1989-1992 Estudiantes Caja Postal
- 1992-1997 Estudiantes Argentaria
- 1997-1998 geen sponsor
- 1998-2006 Adecco Estudiantes
- 2006-2009 MMT Estudiantes
- 2009-2013 Asefa Estudiantes
- 2013-2014 Tuenti Móvil Estudiantes

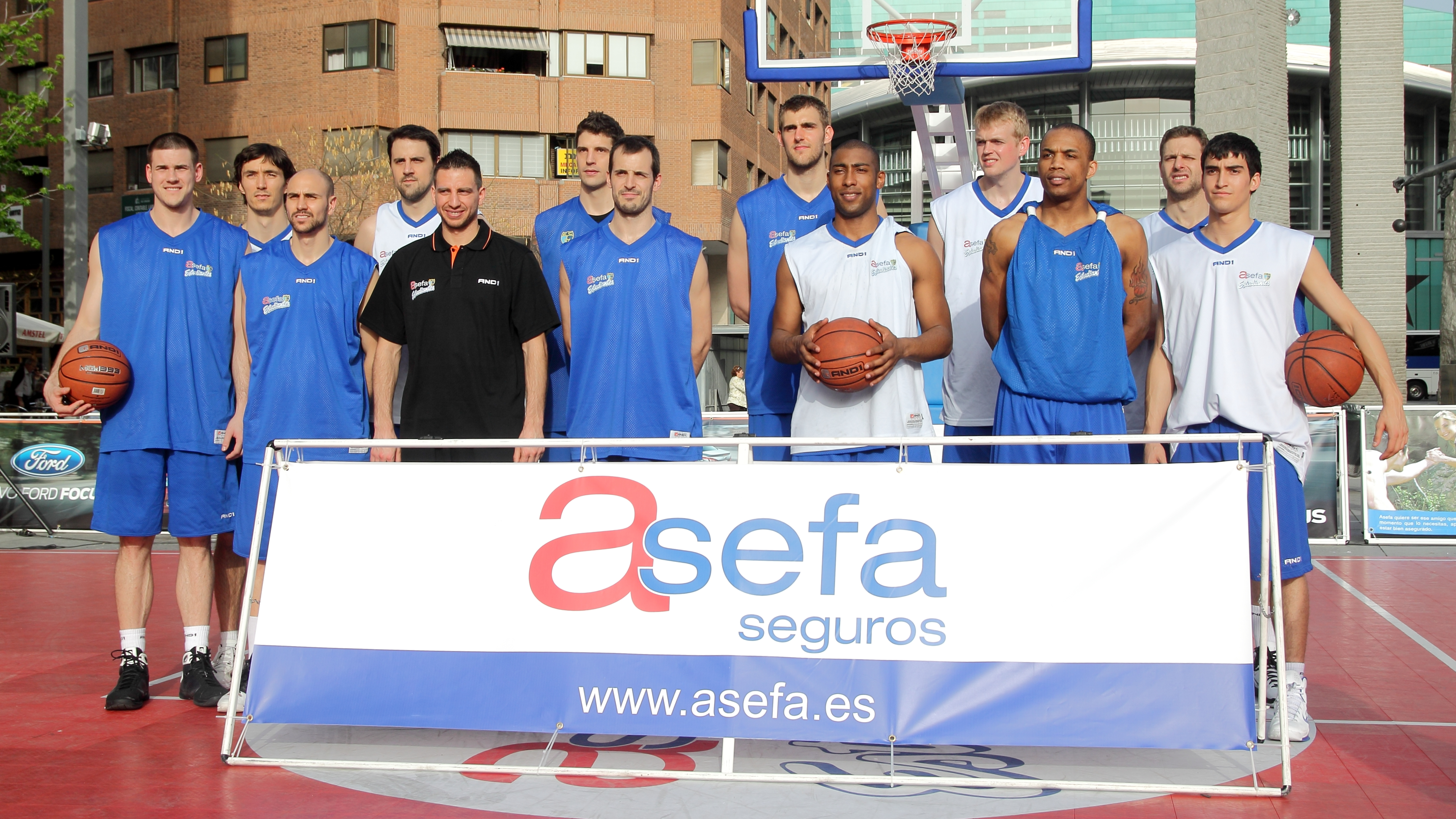
Asefa Estudiantes 2010/11: Nik Caner-Medley, Jiří Welsch, Albert Oliver, Germán Gabriel, Sergio Sánchez, Josh Asselin, Marc Blanch, Yannick Driesen, Jayson Granger, Daniel Clark, Tyrone Ellis, Hernán Jasen, Jaime Fernández.

- 2014-heden Movistar Estudiantes

## Bekende (oud)-spelers
| - Sergio Llorente - Yannick Driesen - Carl English - Maxime Carène - Jiří Welsch | - Michail Michajlov - Omar Cook |